# 전문대학 (1927년 영화)
전문학교(College)는 미국에서 제작된 버스터 키튼 감독의 1927년 영화이다. 버스터 키튼 등이 주연으로 출연하였고 조셉 M. 쉔크 등이 제작에 참여하였다.

## 출연

### 주연
- 버스터 키튼

### 조연
- 해롤드 굿윈
- 스니츠 에드워즈
- 칼 하보그

## 같이 보기
- 버스터 키턴의 작품 목록